# Calciatori della nazionale tahitiana
In questa lista sono raccolti i calciatori che hanno rappresentato in almeno una partita la Nazionale tahitiana. In grassetto i calciatori ancora in attività.
Statistiche aggiornate a marzo 2016.
| Nome                   | Presenze | Reti | Esordio | Ultima partita |
| ---------------------- | -------- | ---- | ------- | -------------- |
| Harold Amaru           | 8        | 1    | 1997    | 2001           |
| Patrick Appriou        | 1        | 0    | 1996    | 1996           |
| Efrain Arañeda Estay   | 8        | 0    | 2011    |                |
| Stanley Atani          | 13       | 3    | 2011    |                |
| Patrick Atger          | 4        | 0    | 2001    | 2001           |
| Tetahio Auraa          | 22       | 1    | 1996    |                |
| Naea Bennett           | 15       | 12   | 1996    |                |
| Raimoana Bennett       | 10       | 0    | 2002    |                |
| Sylvain Booene         | 18       | 1    | 1997    | 2003           |
| Heimano Bourebare      | 15       | 1    | 2010    |                |
| Henri Caroine          | 9        | 0    | 2012    |                |
| Jean-Claude Chang Koei | 1        | 0    | 2011    |                |
| Steevy Chong Hue       | 18       | 4    | 2010    |                |
| Roihau Degage          | 4        | 1    | 2012    |                |
| Stéphane Faatiarau     | 10       | 0    | 2010    |                |
| Steve Fatupua-Lecaill  | 17       | 3    | 1997    | 2003           |
| Samuel Garcia          | 18       | 2    | 1998    |                |
| Stéphane Gelima        | 2        | 0    | 2007    |                |
| Geimano Guyon          | 6        | 3    | 2002    |                |
| Laurent Heinis         | 2+       | 0+   | 1992    | 1996           |
| Iotua Kautai           | 6        | 0    | 2002    |                |
| Tauhiti Keck           | 1        | 0    | 2011    |                |
| Pierre Kohumoetini     | 2        | 0    | 2012    |                |
| Teiki Kohumoetini      | 1        | 0    | 2003    | 2003           |
| Pierre Kugogne         | 11       | 0    | 2004    |                |
| Hiro Labaste           | 3+       | 0+   | 1992    | 2004           |
| Sébastien Labayen      | 6        | 1    | 2011    |                |
| Edson Lemaire          | 6+       | 0+   | 2012    |                |
| Raimana Li Fung Kuee   | 2        | 0    | 2007    |                |
| Jean-Yves Li Waut      | 12       | 0    | 2004    |                |
| Teheivarii Ludivion    | 18+      | 0+   | 2010    |                |
| Larry Marmouyet        | 8        | 0    | 2003    |                |
| Tauraa Marmouyet       | 10       | 0    | 2011    |                |
| Billy Mataitai         | 15       | 0    | 2004    |                |
| Vehia Maurirere        | 13+      | 0+   | 2000    | 2003           |
| Teraimaru Mervin       | 1        | 0    | 2007    |                |
| Benoît Michelena       | ?        | ?    | 1998    | 1998           |
| Rino Moretta           | 5        | 1    | 2004    |                |
| Taufa Neuffer          | 16       | 1    | 2004    |                |
| Heimana Paama          | 6+       | 0+   | 1997    | 2001           |
| Franck Papaura         | 6        | 2    | 2003    |                |
| Georges Pitoeff        | 3        | 0    | 2004    |                |
| Manaraii Porlier       | 2        | 0    | 2012    |                |
| Hiro Poroiae           | 11+      | 3+   | 2007    |                |
| Mickaël Roche          | 6+       | 0+   | 2011    |                |
| Gary Rochette          | 4+       | 1+   | 2011    |                |
| Xavier Samin           | 25+      | 0+   | 2002    |                |
| Tony Sénéchal          | 15       | 4    | 2001    |                |
| Vincent Simon          | 19+      | 1+   | 2004    |                |
| Félix Tagawa           | 22+      | 14+  | 2000    | 2004           |
| Jimmy Tahutini         | 7+       | 0+   | 1997    |                |
| Daniel Tapeta          | 11+      | 0+   | 1998    |                |
| Aldo Tauihara          | 6        | 0    | 2001    | 2008           |
| C Tauihara             | 1        | 0    | 2008    | 2008           |
| Freddy Tauihara        | 2        | 0    | 2007    |                |
| Angelo Tchen           | 30+      | 1+   | 2001    |                |
| Alvin Tehau            | 12+      | 4+   | 2010    |                |
| Jonathan Tehau         | 20+      | 5+   | 2011    |                |
| Lorenzo Tehau          | 15+      | 6+   | 2010    |                |
| Teaonui Tehau          | 14+      | 2+   | 2011    |                |
| Axel Temataua          | 9        | 3    | 2004    |                |
| Vetea Tepa             | 4        | 0    | 2008    |                |
| Abel Terevarua         | 11       | 1    | 2002    |                |
| Ariihau Teriitau       | 1        | 0    | 2010    |                |
| Tamatoa Tetauira       | 2        | 0    | 2016    |                |
| Jérôme Tetavahi        | 3        | 0    | 2007    | 2007           |
| Calixte Tetuanui       | 5+       | 0+   | 1997    |                |
| Farahia Teuira         | 12+      | 0+   | 1995    |                |
| Stanley Tien Wah       | 4        | 0    | 2001    |                |
| Jean Victor Tinorua    | 2        | 0    | 2001    |                |
| Temarii Tinorua        | 7        | 1    | 2007    |                |
| Harry Tong Sang        | 4        | 0    | 2002    |                |
| Jonathan Torohia       | 1        | 0    | 2007    |                |
| Nicolas Vallar         | 12+      | 2+   | 2012    |                |
| Yannick Vero           | 5+       | 0+   | 2010    |                |
| Kaurani Voirin         | 1        | 0    | 2011    |                |
| Tamatoa Wagemann       | 4+       | 0+   | 2012    |                |
| Gabriel Wajoka         | 11       | 2    | 2002    | 2004           |
| Jay Warren             | 1        | 0    | 2010    |                |
| Auguste Washetine      | 4        | 0    | 2007    |                |
| Axel Williams          | 9        | 1    | 2007    |                |
| Teva Zaveroni          | 16+      | 1+   | 1998    |                |